# Kōsuke Nakamachi
Kōsuke Nakamachi (escritura japonesa: 中町公祐 (Nakamachi Kōsuke); Saitama, Japón, 1 de septiembre de 1985) es un futbolista japonés. Actualmente juega para el City of Lusaka FC.

## Clubes
| Club                | País   | Año             |
| ------------------- | ------ | --------------- |
| Shonan Bellmare     | Japón  | 2004-2007       |
| Avispa Fukuoka      | Japón  | 2010-2011       |
| Yokohama F. Marinos | Japón  | 2012-2018       |
| Zesco United        | Zambia | 2019-2020       |
| City of Lusaka FC   | Zambia | 2022-Actualidad |

## Palmarés

### Campeonatos nacionales
| Título             | Club                | País  | Año  |
| ------------------ | ------------------- | ----- | ---- |
| Copa del Emperador | Yokohama F. Marinos | Japón | 2013 |